# NGC 2357
NGC 2357 est une galaxie spirale vue par la tranche et située dans la constellation des Gémeaux. NGC 2357 a été découverte par l'astronome français Édouard Stephan en 1885.

## Caractéristiques
Sa vitesse par rapport au fond diffus cosmologique est de 2 433 ± 11 km/s, ce qui correspond à une distance de Hubble de 35,9 ± 2,5 Mpc (∼117 millions d'al).
À ce jour, 23 mesures non basées sur le décalage vers le rouge (redshift) donnent une distance de 32,170 ± 3,526 Mpc (∼105 millions d'al), ce qui est à l'intérieur des valeurs de la distance de Hubble.
La classe de luminosité de NGC 2357 est III-IV et elle présente une large raie HI.

## Supernova
Deux supernovas ont été découvertes dans NGC 2357 : SN 2010bj et SN 2015I.

### SN 2010bj
Cette supernova a été découverte le 27 mars 2010 par L. Cox et par l'astronome amateur américain Tim Puckett. 
Cette supernova était de type IIP. 

### SN 2015I
Cette supernova a été découverte le 2 mai 2015 par l'astronome japonais T. Noguchi. Cette supernova était de type Ia.